# 自动导引车

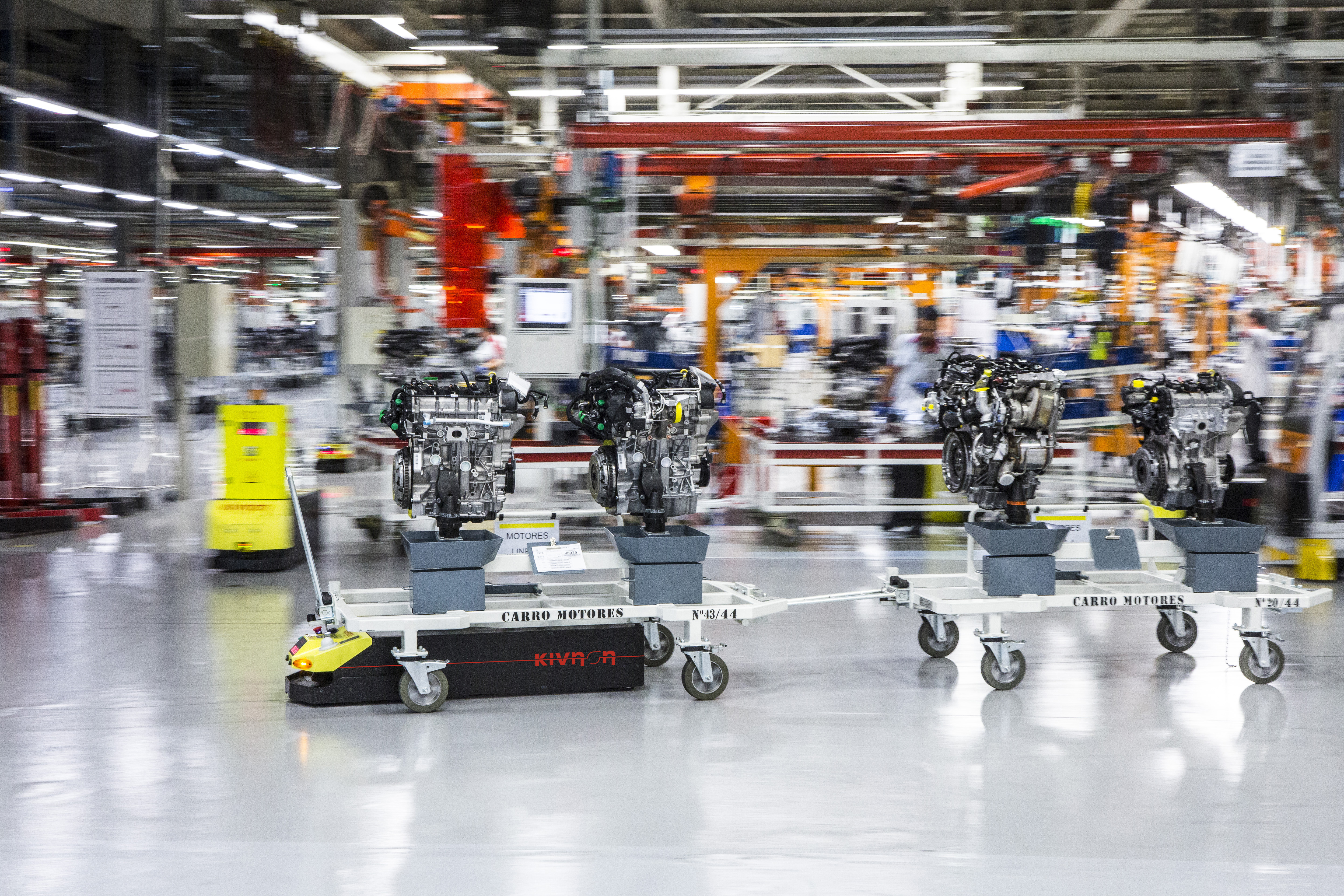
自动导引车

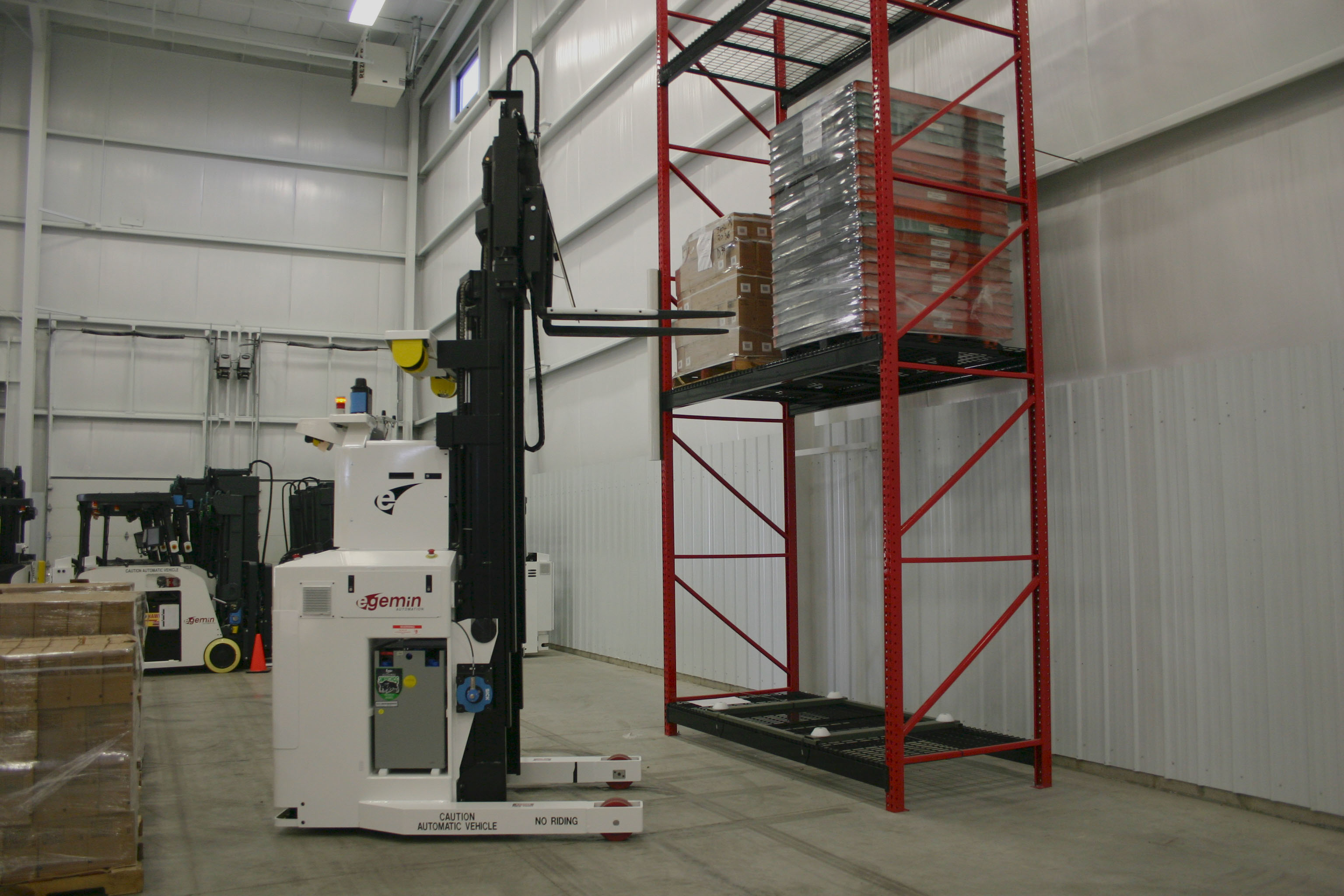
叉车AGV从货架上取下货物(全自动)

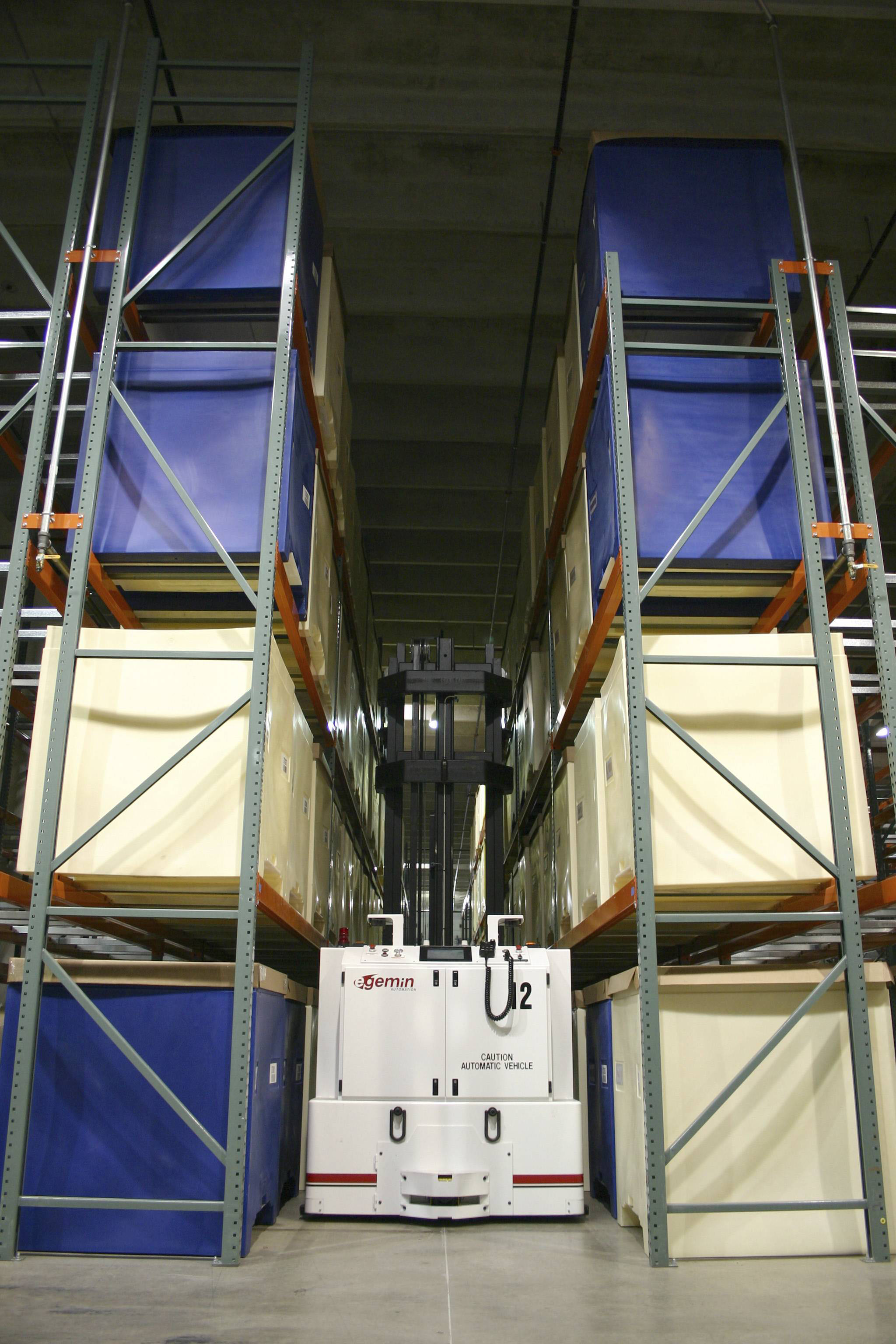
VNA AGV沿着轴运动，可用于极小侧面净空。

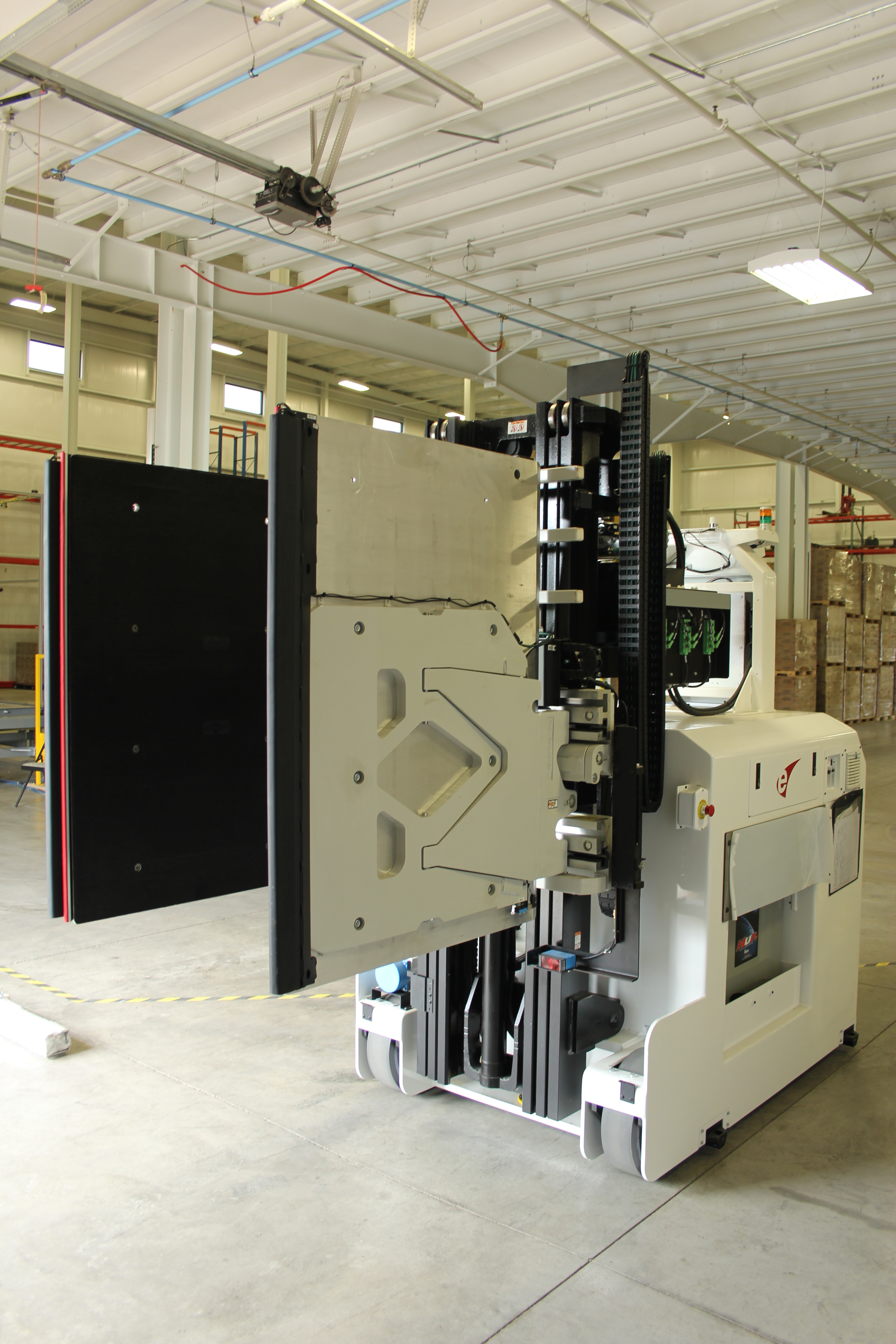
Side Clamp AGVs能拿起未放在货盘上的货物

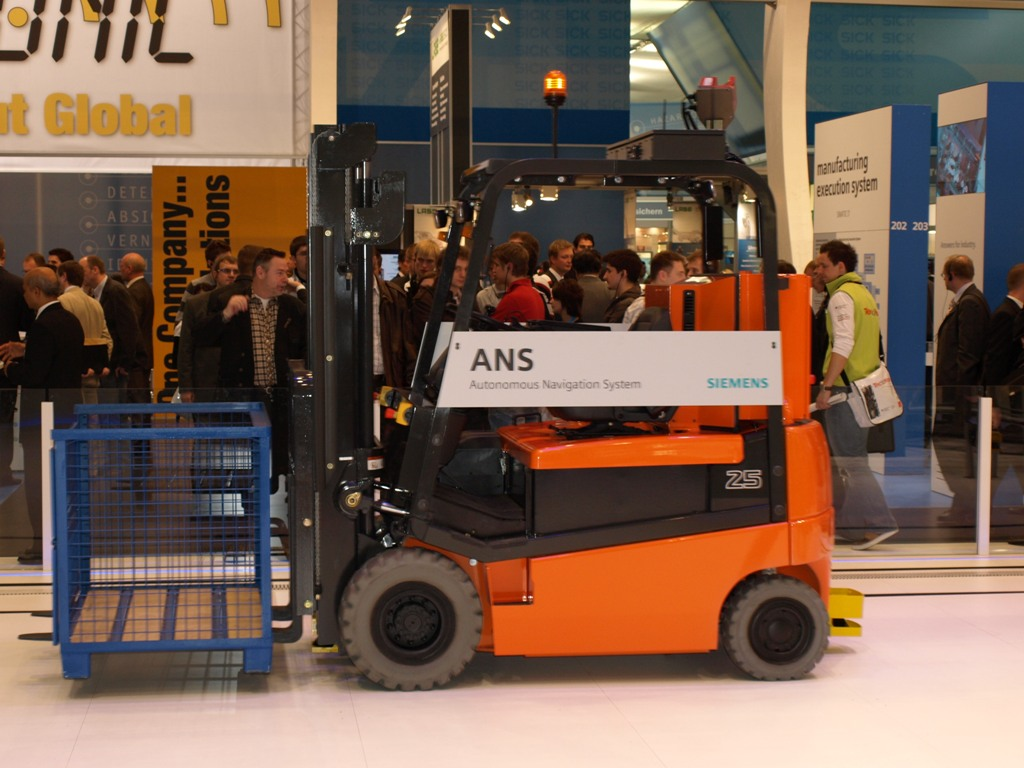
AGV既可手动也可自动控制

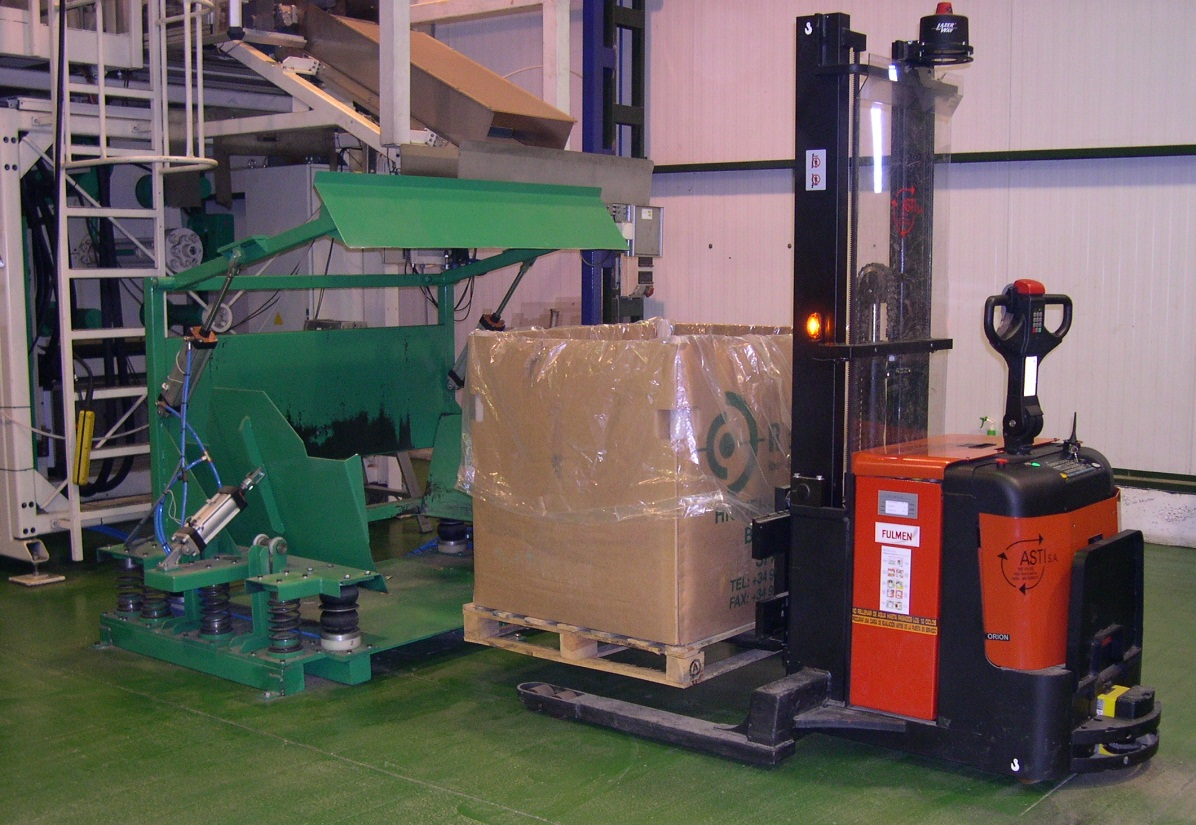
AGV可编程做很多任务

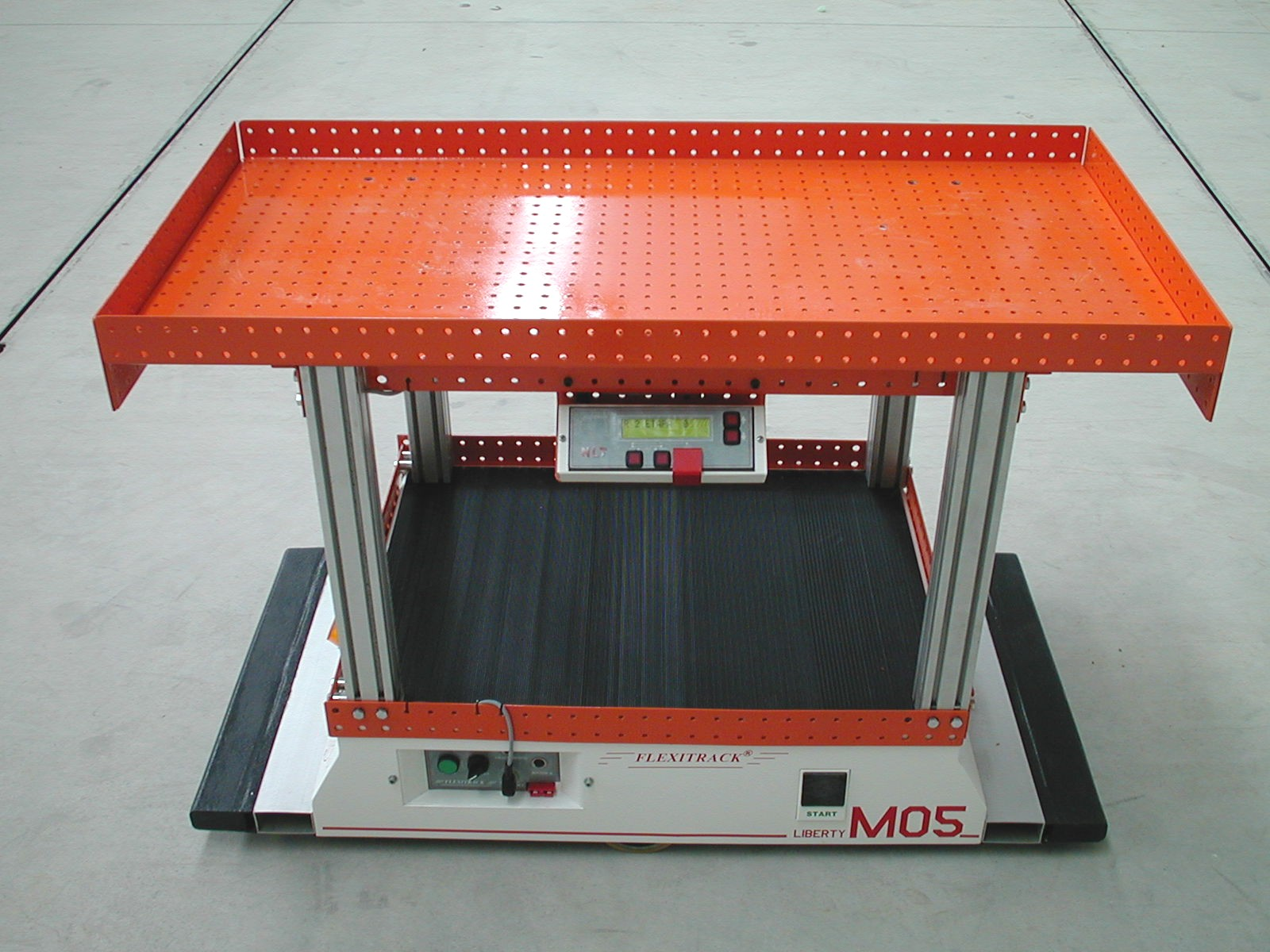
AGV运输爆炸品

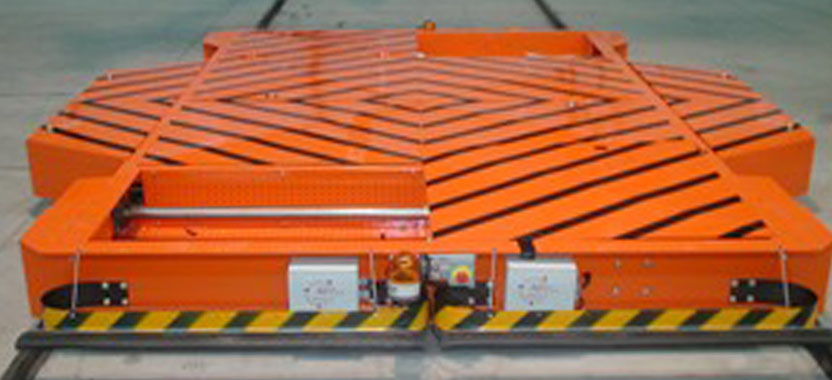
Flat AGV运输超重物

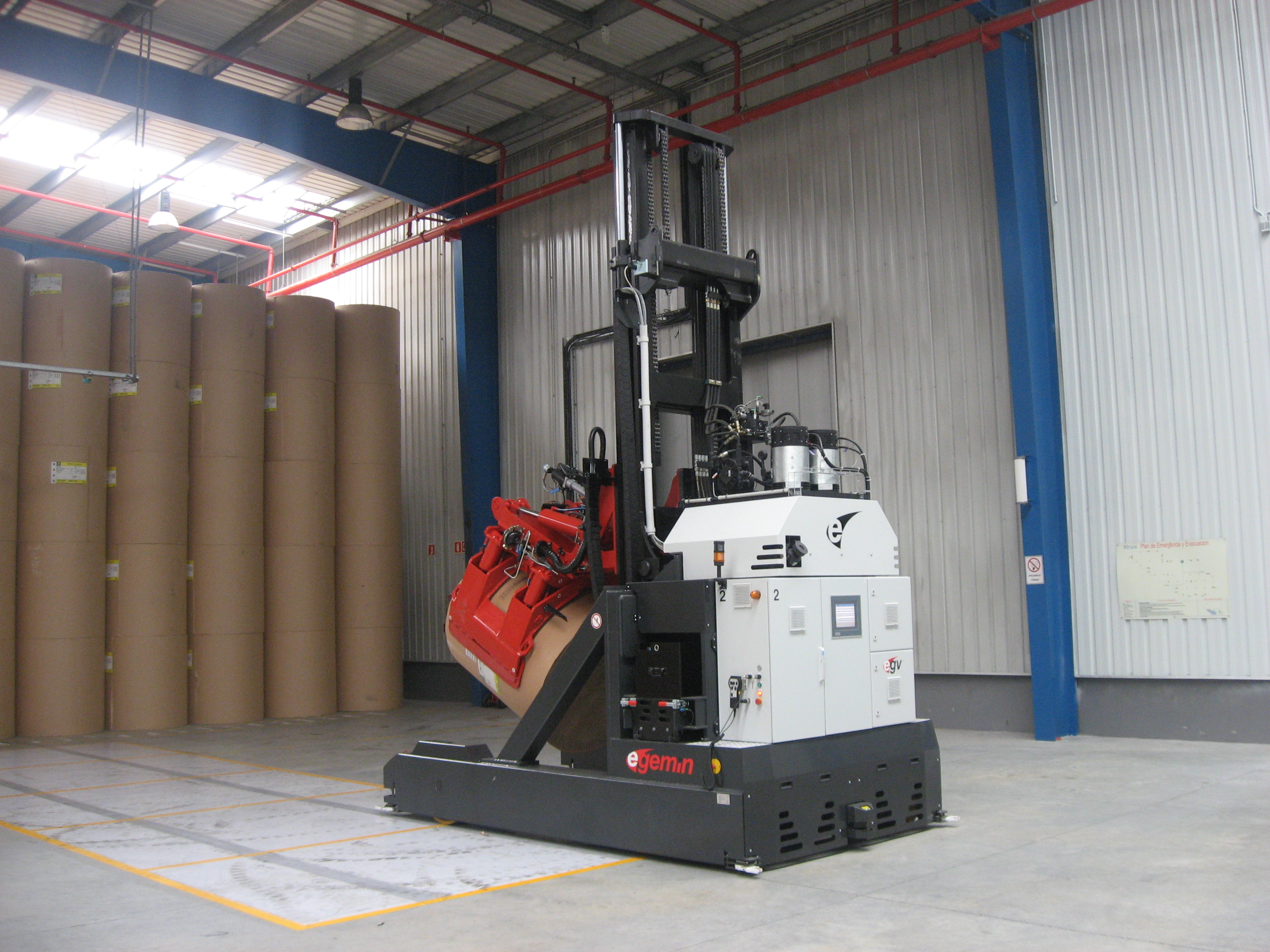
曲线夹具使得这类AGV拿起纸卷并送往生产车间

自动导引车（Automated Guided Vehicle，AGV）是一类轮式移动机器人，沿着地板上的导线或标记块或磁条运动，或者通过视觉导航或激光导航。多用于工业生产，在车间、仓库运输货物。随着工业4.0浪潮，得到了更大重视。

## 历史
1954年，美国伊利诺伊州諾斯布魯克的巴雷特电子公司（Barrett Electronics Corporation）发明了世界上第一种AGV，是一架沿着地板上的线缆运行的拖车，並在美国南卡羅萊納的Mercury Motor Freight公司仓库内投入运营，用于实现货物出入库時的自动搬运。巴雷特随后又开发了一种沿着地板上不可见的紫外线标记块运行的AGV，用于在芝加哥西尔斯大厦办公楼层递送邮件。当时称為无人驾驶车（driverless vehicle），至1980年代才有AGV (Automatic Guided Vehicle)这个名詞。

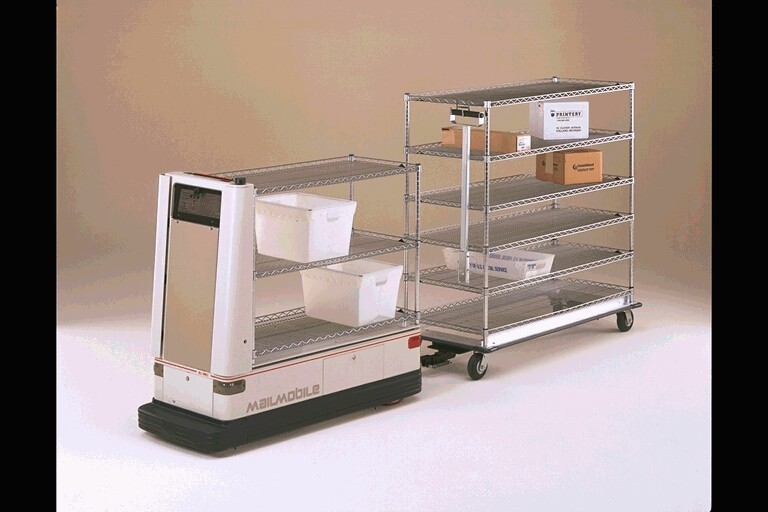
芝加哥西尔斯大厦邮件AGV

1983年，巴雷特电子公司被Savant Automation并购。 
美国累计安装了约3000套AGV系统，包含1台至100台AGV不等。约6家制造商提供了约80%产量，其余20%产量由约12家制造商提供。

## 导航

### 电磁感应导引
电磁感应导引(wire guidance)在地板上挖出一条沟槽，里面埋设电线。当高频电流流经导线时，导线周围产生电磁场，AGV上左右对称安装有两个电磁感应器，它们所接收的电磁信号的强度差异可以反映AGV偏离路径的程度。也叫做electromagnetic path-following system。

### 磁带导引
使用磁带（magnetic tape）或彩条导引的低成本的AGV，也称作Automated Guided Cart (AGC)。 磁条的极性转换还可以编码信息给AGV使用。

### 激光制导
使用激光制导的AGV称作laser guided vehicle (LGV)。在墙壁、柱子或固定设备上安装反光片。AGV发射并接受激光，根据反光的视线（line of sight）角度（有时还用距离）与事先存储的反光片地图比较，按照三角测量学来定位。

### 惯性导航
惯性导航与嵌在地板上的应答机配合以修正惯导的精度漂移。误差不超过±1 inch.
惯性技术可用于任何环境，如极端温度。也可用磁标记来矫正惯导漂移。

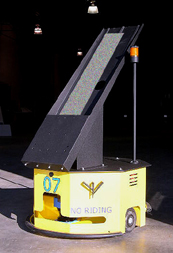
Unit-load AGV using natural-features navigation to carry steel to quality assurance lab

### 自然寻的导航
自然寻的导航（Natural Features or Natural Targeting Navigation）使用深度探测器，如激光深度探测器，以及惯导设备，用蒙特卡洛/马尔科夫定位技术来自主定位并动态计算到目的地的最短许可路径。

### 视觉导航
视觉导航（Vision-Guided）不需要改变环境。使用Evidence Grid基于概率的体识别技术。通过立体相机，360度成像建立3D地图。

### 地理导航
地理导航（geoguided）AGV可以在没有任何先验信息情况下识别环境，检测与辨识柱子、货架、墙面等，以判定自身位置，实时确定行进路线，拾取(pick-up)放下(drop-off)的位置。

## 转向控制
AGV使用多种转向控制系统。
最常用的是差速驱动控制（Differential driving）。但不适用于牵引式AGV，因为转向时，被拖车节可能发生推着牵引车的Jackknifing现象。
其次是舵轮驱动控制（Steering driving）。适用于牵引车或者必要时人控转向。
也可以是上述两种方法的混合。能沿任何方向前进。  因此AGV按照行走方式分：单向、双向、全向（Quad motion）等。
较新的方法是使用麦轮全向行驶。

## 路径决策
如果是线导或磁条导航，沿着确定路线行进。如果是激光导航，一般会预编程几条路径，AGV行进到决策点选择继续沿哪条路径前进。 

## 交通控制
有多台AGV工作时，需要交通控制以免拥堵或者碰撞。本地方法使用区域控制、前向感知控制、组合控制；服务器方法统一调度各AGV的路径。

### 区域控制
在一个区域设置一个无线电发射装置。当区域空闲时，发出“clear”信号，任何AGV可以进入区域。当区域被一台AGV占用时，发出“Stop”信号。 

### 前向感知控制

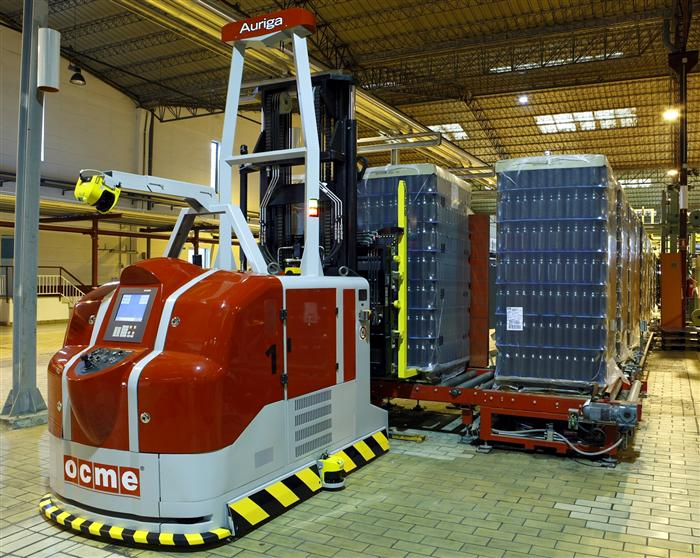
Forklift AGV with safety laser sensors. (fully automated.)

前向感知控制是在AGV前部安装声学（超声） 、光学（红外）或物理接触传感器。

### 组合控制
区域控制与前向感知控制一起使用。

## 系统管理
AGV涉及物流调度系统、AGV地面控制系统及AGV车载控制系统。
地面控制系统（Host control system）主要是指固定设备（Stationary equipment）、服务器，负责任务调度(Order schedule)、车辆分派(AGV dispatch)、地图（Layout）规划、路径搜索（Route search）、交通管理（Traffic control）、自动充电（Auto charging）等功能；
车载控制系统（Onboard control system）负责AGV的导航（Navigation）计算，导引（Guidance）实现，车辆行走（Driving），装卸操作等功能。AGV有三种常见人机交互方式：
- 定位面板
- 彩色显示器
- 日志服务器

## 车辆类型
- 牵引车（Towing Vehicle或tugger）是最早使用的类型。不承载或不完全承载处理对象的重量。拖带多节拖车组成列车行进。AGV拖车牵引多台车箱组成列车运行。

- - 拖拽式
  - 潜入式
- 搬运型AGV：完全承载处理对象的重量

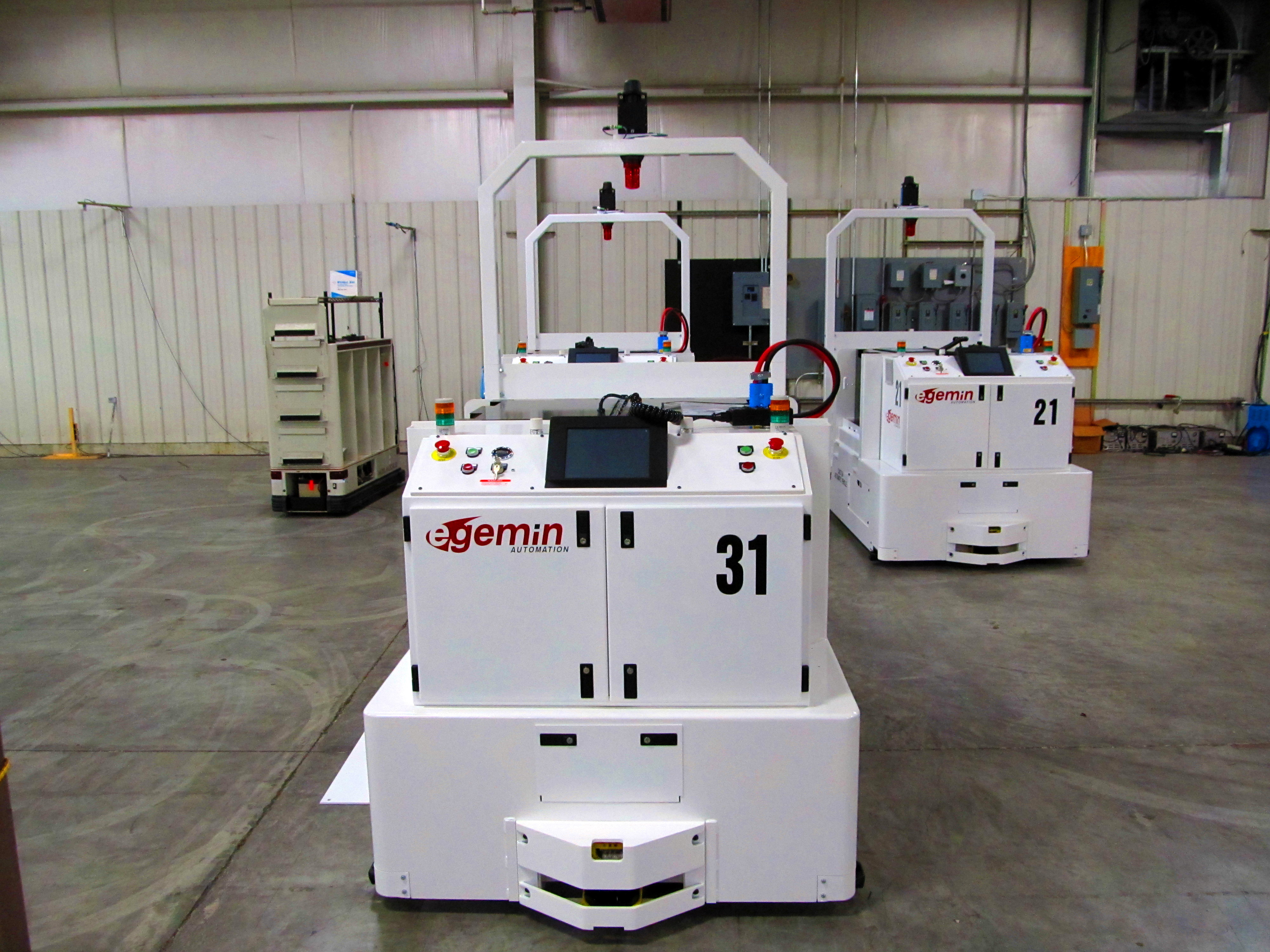
AGV拖车牵引多台车箱组成列车运行。

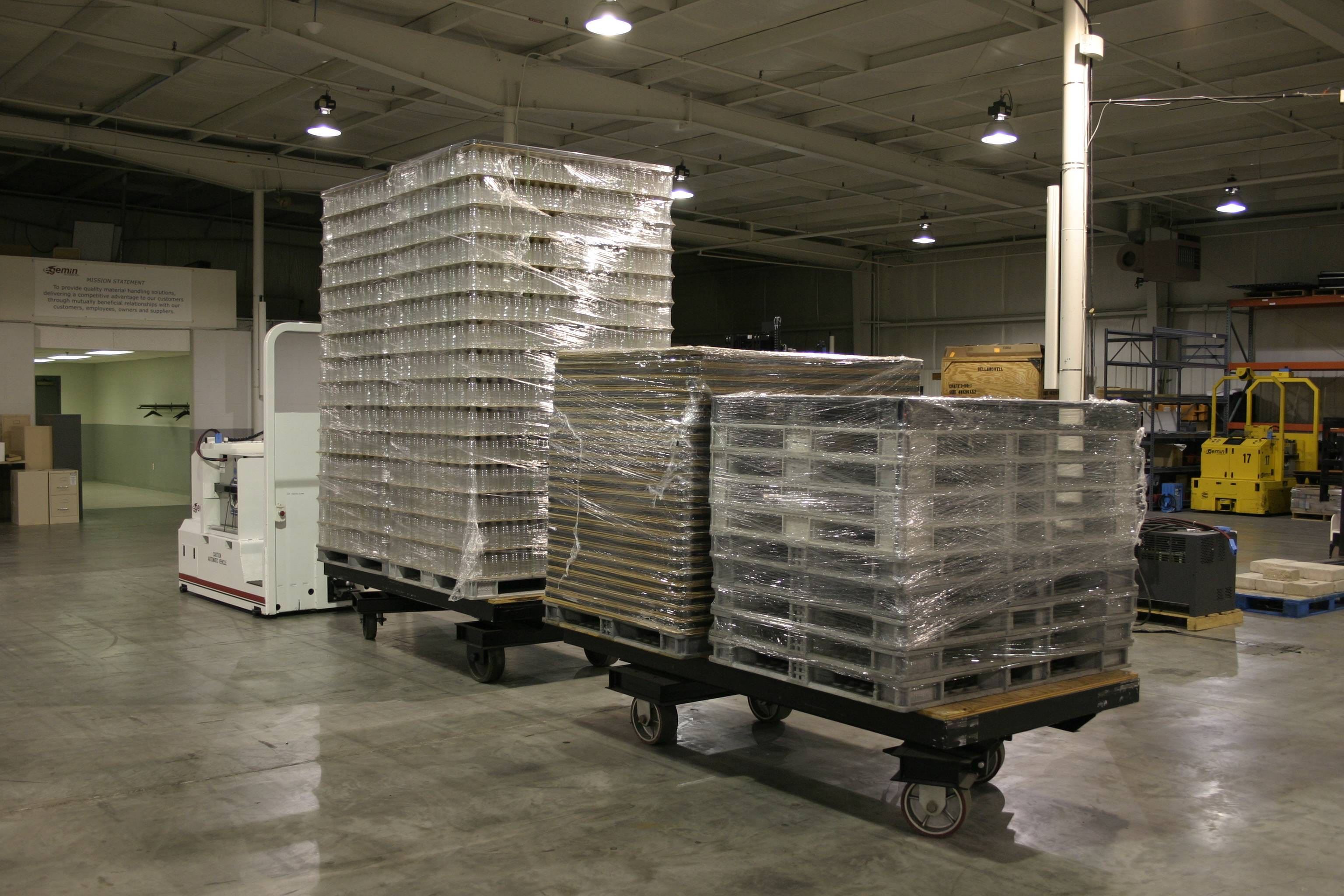
AGV拖车牵引多台车箱在仓库运行

  - 背负式AGV（Unit Load Vehicles）装备了载货甲板（deck）。在AGV车体上放置托盘、料架、料箱等货物进行搬运。Unitload AGV (dual)

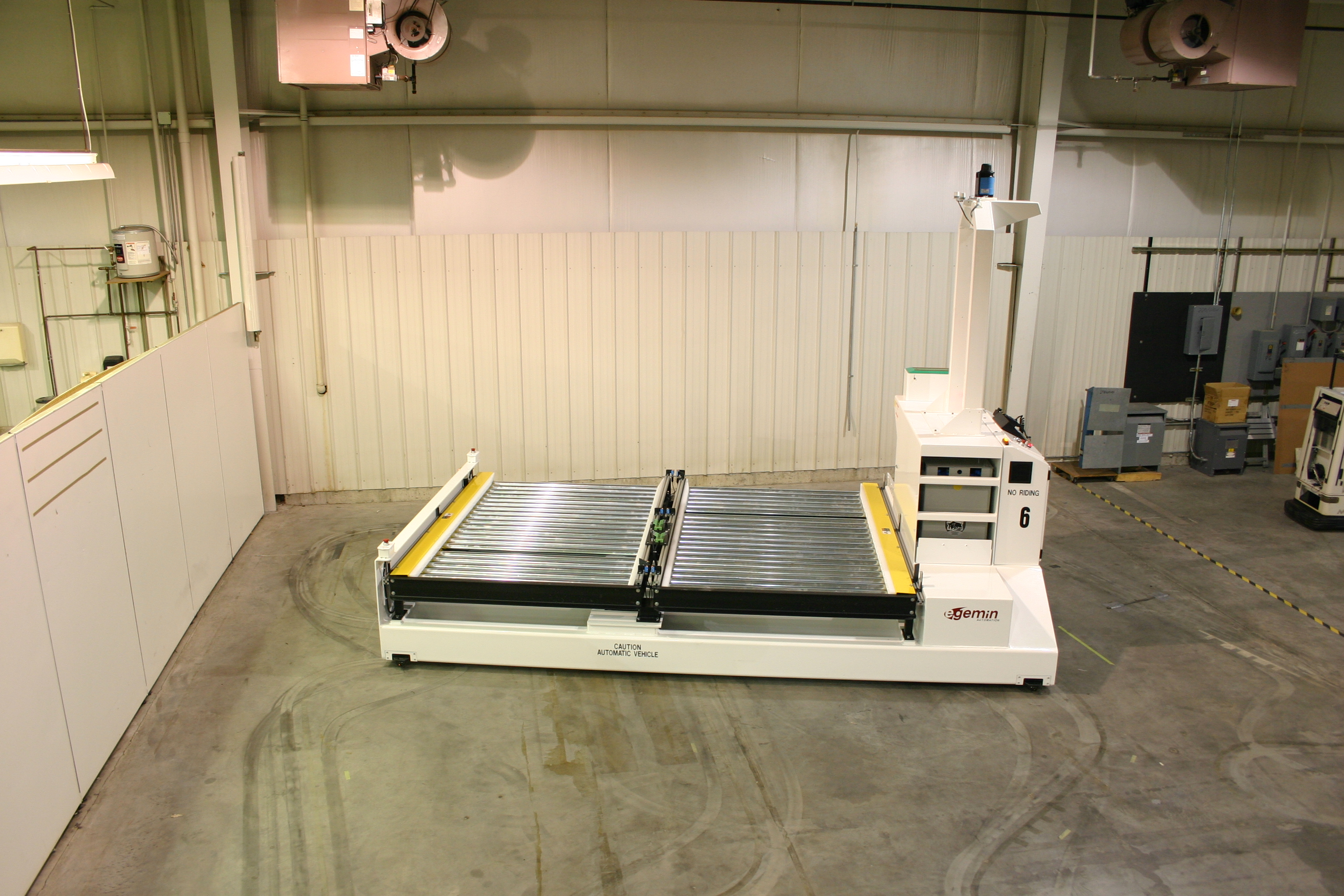
Unitload AGV (dual)

- 驮举式AGV（Pallet Truck）:车身低矮、承载量大。通过驮举来移载物料 ，移载机构位于 AGV 车体上方，作业时 AGV 停在货物正下方，通过升降机构驮起或降下实现架装荷载(palletized load)的移载。

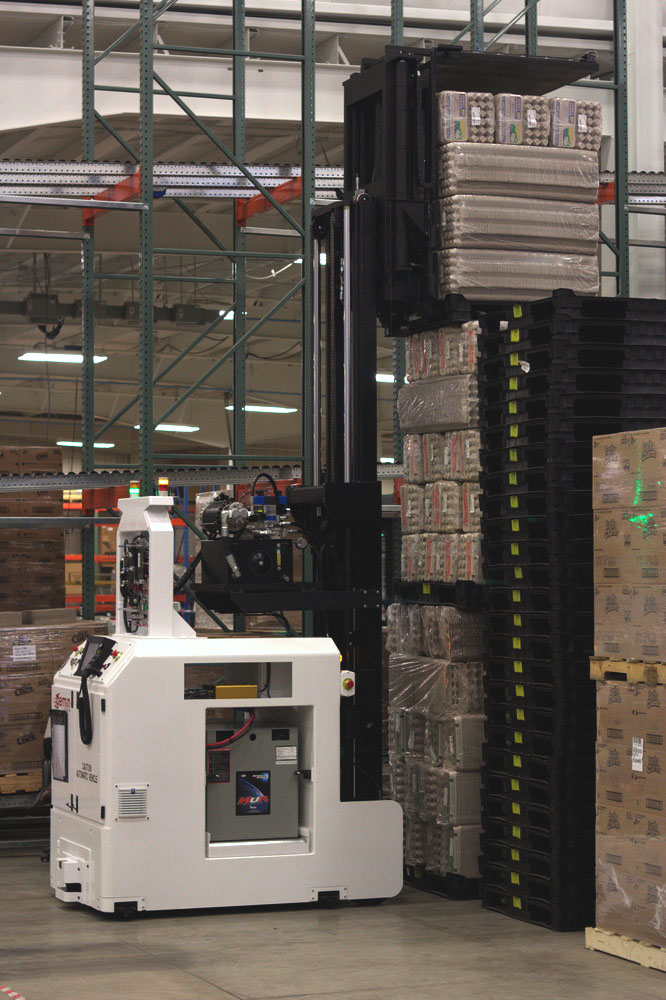
AGV叉车带Stabilizer Pad

- AGV叉车(Forklift AGV) AGV叉车带Stabilizer Pad

## 应用

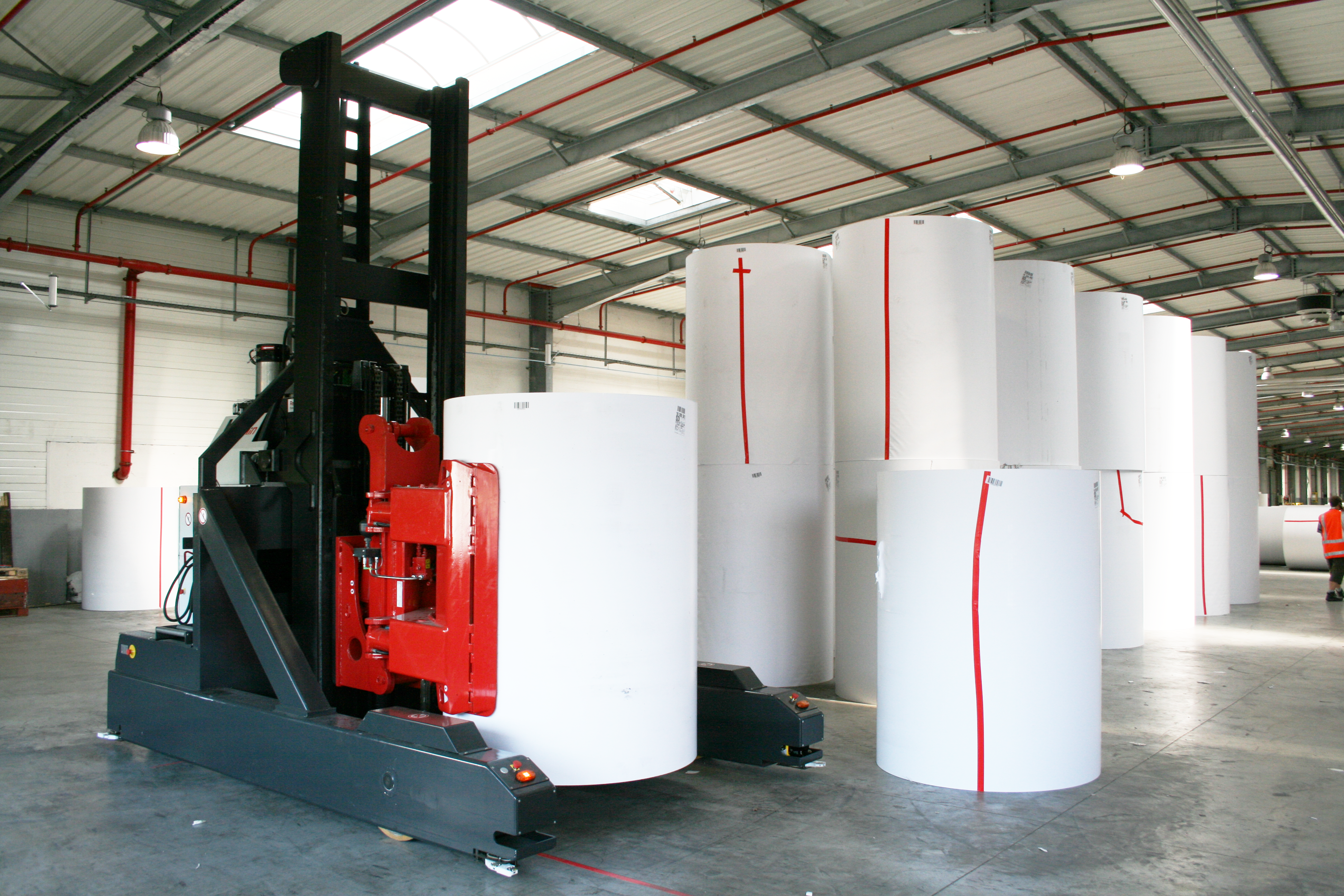
Roll Clamp AGV

- 运送原材料[11]
- 生产运输[12]
- 货盘处理[13]
- 成品处理
- 拖车装载[14][15]
- 卷轴处理（如纸卷、带钢卷等）[16]Roll Clamp AGV

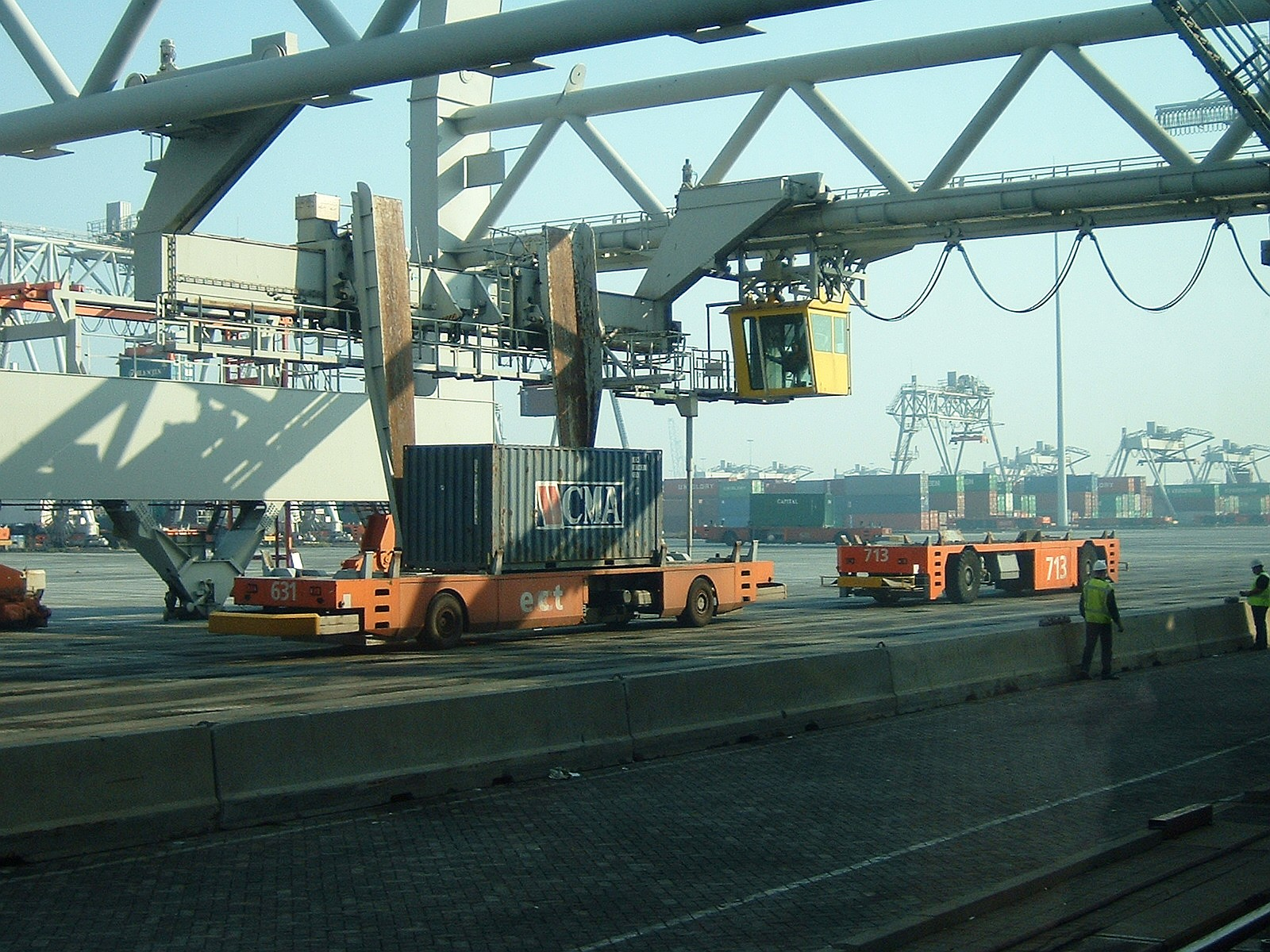
Container terminals showing a container being loaded onto an unmanned automated guided vehicle

- 集装箱处理Container terminals showing a container being loaded onto an unmanned automated guided vehicle

## 应用行业

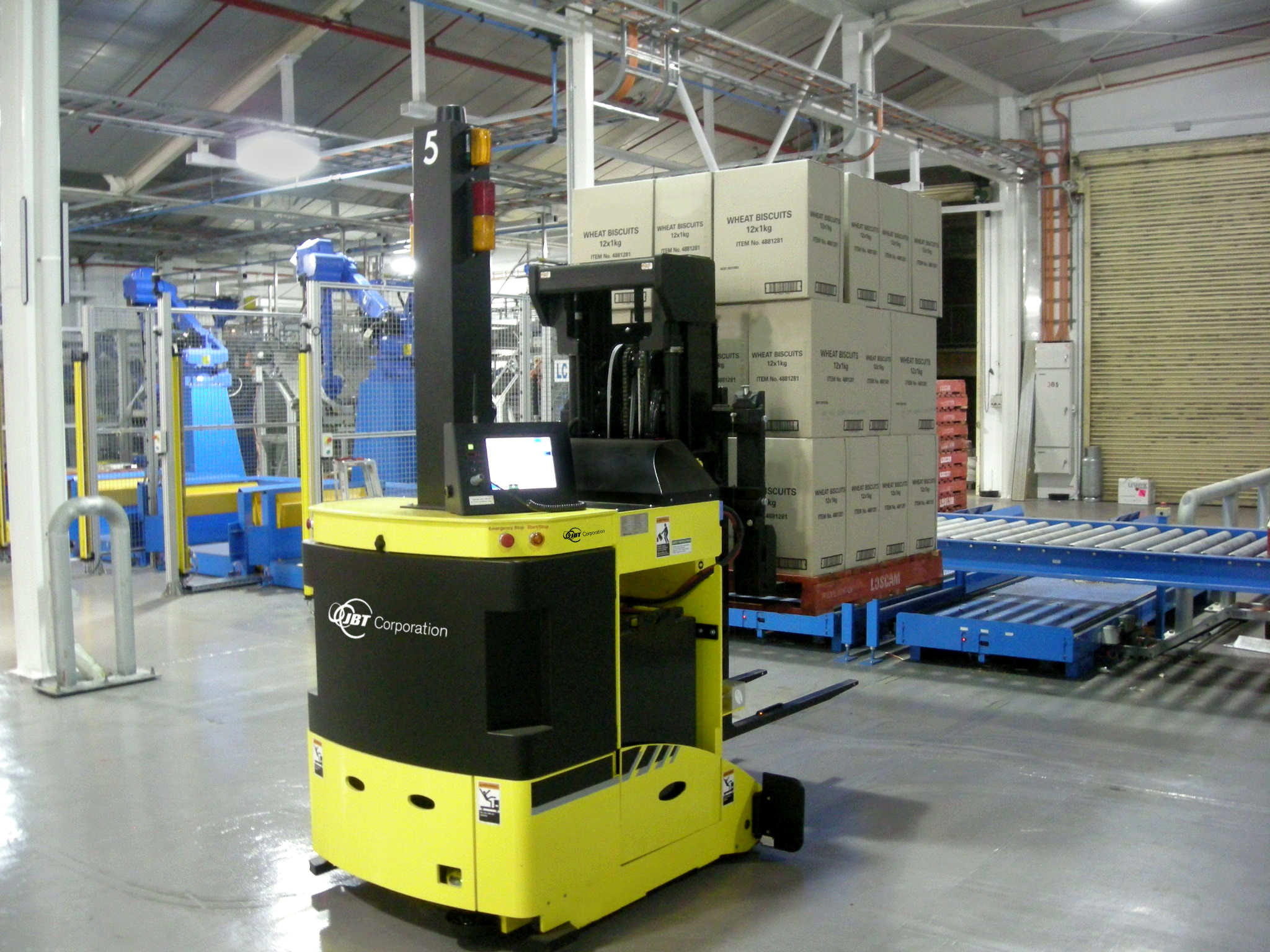
一台叉车AGV运输一货盘成品。

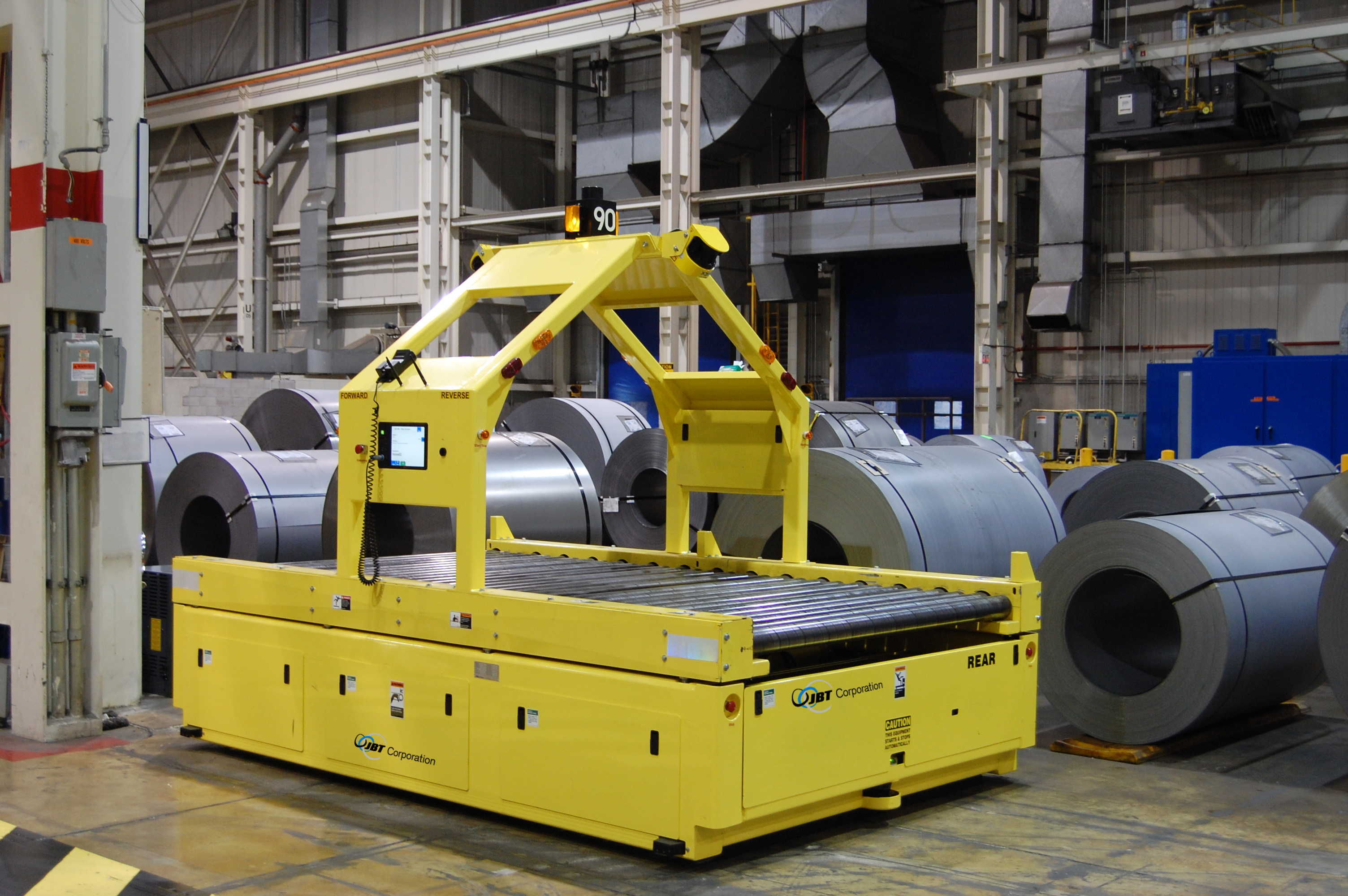
一台背载AGV运输带钢卷

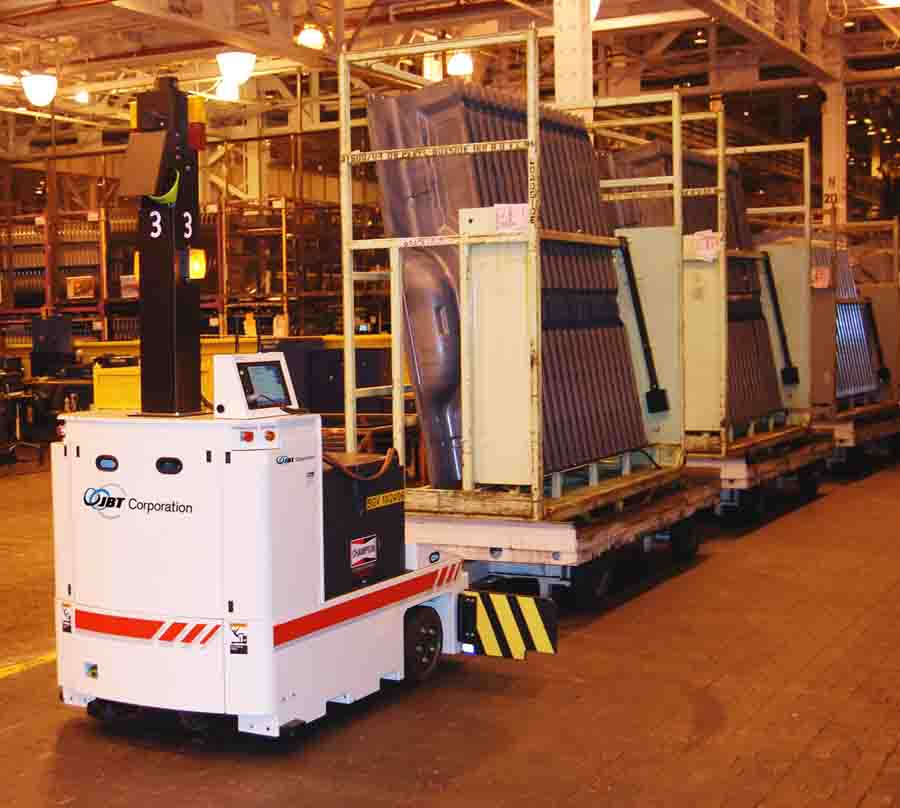
A Tugger AGV pulling wheeled carts containing automotive body panels

- 制药业
- 化工/橡胶/塑料
- 制造业
- 汽车 （页面存档备份，存于） A Tugger AGV pulling wheeled carts containing automotive body panels （页面存档备份，存于） Supplying a bin of parts for assembly onto cars

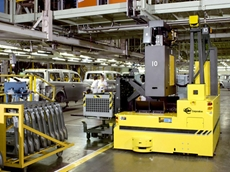
Supplying a bin of parts for assembly onto cars

- 造纸与印刷
- 食品与饮料
- 医院
- 仓库
- 主题公园

## 电池充电
常用方法：
- 人工更换电池
- 自动/机会充电
- 自动交换电池